# Traité de Schönbrunn (1809)
Pour les articles homonymes, voir Traité de Schönbrunn (1805) et Traité de Vienne.
Le traité de Schönbrunn (orthographié à l'époque Schœnbrun, on trouve aussi « traité de Vienne ») est signé au palais de Schönbrunn, entre l'Empire français et l'empire d'Autriche, le 14 octobre 1809, mettant un terme à la Cinquième Coalition pendant les guerres napoléoniennes.

## Contexte

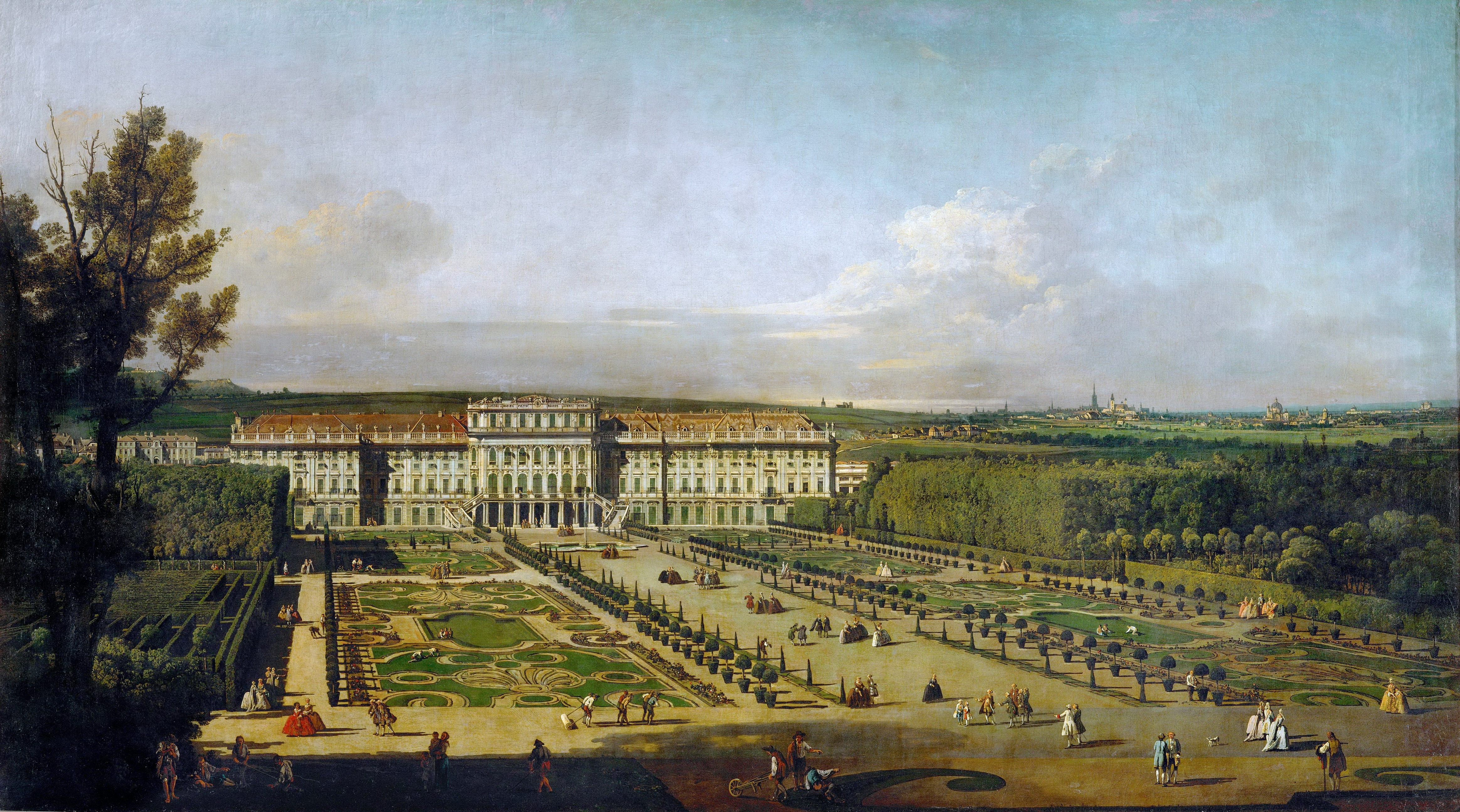
Palais et jardins de Schönbrunn, peinture de Bernardo Bellotto (1758/61).

L'Autriche, sévèrement défaite à la bataille de Wagram et menacée d'être prise à revers par les troupes polonaises, demande un armistice le 10 juillet. La France impose de dures conditions de paix. L'Autriche doit reconnaître les conquêtes de Napoléon sur les autres nations et Joseph Bonaparte comme roi d'Espagne. Elle doit également rejoindre le blocus continental contre le Royaume-Uni. Le Tyrol et Salzbourg sont cédés à la Bavière, la Galicie occidentale est cédée au duché de Varsovie, et Trieste et la Dalmatie au sud du Danube sont cédés à la France (voir Provinces illyriennes). L'Autriche verse en plus une lourde indemnité à la France, et son armée est réduite à 150 000 hommes (cette promesse ne sera pas tenue). De plus, l'empereur d'Autriche François Ier donne sa fille Marie-Louise d'Autriche en mariage à Napoléon en 1810.

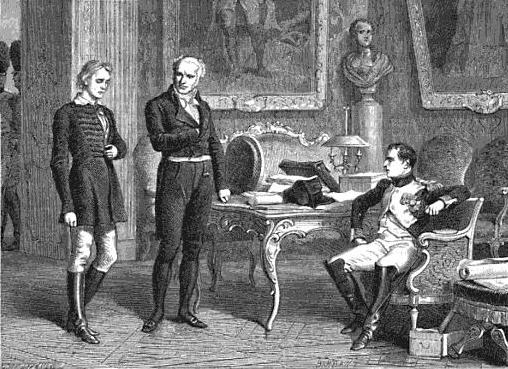
Frédéric Staps, qui a tenté d'assassiner Napoléon, est interrogé par l'Empereur en présence de Corvisart.

Pendant les négociations de Schönbrunn, Napoléon échappe de justesse à une tentative d'assassinat perpétrée par un jeune Allemand de 17 ans, Frédéric Staps. Le 12 octobre, alors que l'Empereur paradait dans la cour du château, Frédéric Staps s'avança vers lui, feignant de vouloir lui remettre une pétition. Il fut immédiatement intercepté par Berthier. Quand celui-ci lui demanda quelle était sa requête, Staps lui répondit qu'il ne souhaitait parler qu'à Napoléon. L'air décidé du jeune homme éveilla des soupçons chez Berthier et, surtout, chez Rapp, qui le fit aussitôt arrêter par un officier de gendarmerie avant de le faire conduire au château. Un couteau de cuisine fut retrouvé dans sa redingote, ainsi que le portrait d'une jeune femme.

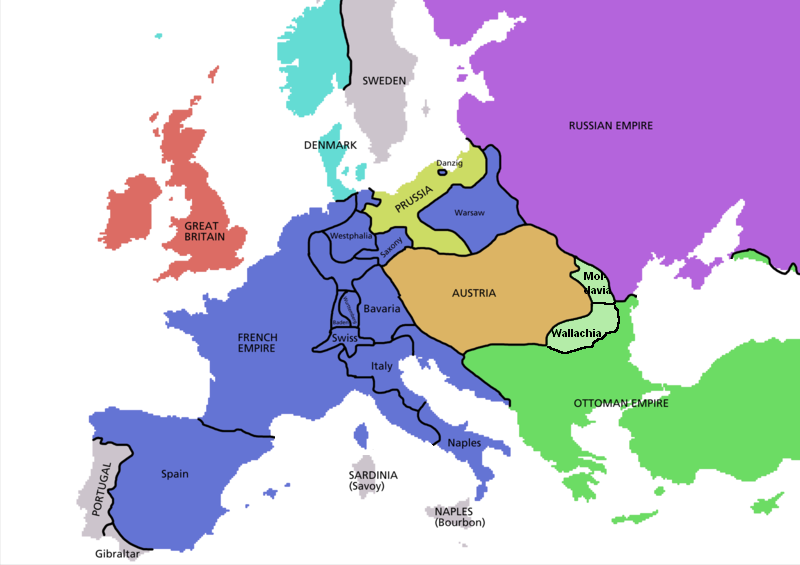
Carte de l’Europe en 1812. Trois ans après la paix de Schönbrunn, une bonne moitié du continent est sous domination française, directement sous la souveraineté de l'Empire ou d'un État vassal (en bleu) ou d'un allié (Prusse, Autriche, Danemark, Norvège).

### Sources
- Texte intégral du Traité de Vienne (14 octobre 1809)